# 七佛通誡偈
七佛通誡偈，簡稱七佛通偈，佛教術語，是總結娑婆世界過去七佛共同教法的一首佛偈，也被認為是佛教精髓的總結。

## 原文

### 漢譯
最常見的漢譯作：

- 諸惡莫作，眾善奉行；自淨其意，是諸佛教。

其中的“眾善奉行”有時也作“諸善奉行”。
另有其他漢譯：

- 莫作一切恶，具足于诸善；净化其自心，此是诸佛教。
- 不造一切惡，具足諸善行，淨化自心，此是諸佛的教法。
- 不作諸恶，具足於善；净化自心，此诸佛教。

### 巴利文
巴利文天城體作：
其IAST轉寫作：

-{Sabba pāpassa akaranam,（不作一切罪惡）

kusalassa upasampadā; （作善行）

Sacitta pariyodapanam, （淨化自己的心）

etam buddhāna sāsanam.（這是諸佛的教導）}-

### 梵文
IAST轉寫作：

-{sarvapāpasyākaraṇaṃ,（不作一切罪惡）

kuśalasyopasaṃpadā; （作善行）

svacittaparyavadānaṃ, （淨化自己的心）

etad buddhānāṃ śāsanam.（這是諸佛的教導）}-

## 出處
漢傳大藏經見於《增壹阿含經·卷第一·序品第一》、《法句經》等，南傳大藏經見於《法句經·14:183》、《長部·大品·七佛譬喻經》、《教诫巴帝摩卡偈》等。

## 評價與逸聞
七佛通偈被認為是佛教精髓的總結，尤其受到南傳上座部佛教和北傳佛教禪宗的重視。
唐朝時作為佛教居士的詩人白居易曾詢問禪僧鳥窠道林“何為佛教真髓？”，道林和尚便答曰：“諸惡莫作，眾善奉行。”白居易認為太簡單，說“三歲小兒都能講得出。”道林和尚說：“三歲小兒說得出，八旬老者做不出。”意思是80歲的老人也未必能做到，表明佛法的真髓在於實修而非空談。